# Musas (álbum)
Musas (un homenaje al folclore latinoamericano en manos de Los Macorinos, vol. 1) é o sétimo álbum de estúdio da cantora e compositora mexicana Natalia Lafourcade, produzido em colaboração com a dupla de violonistas Los Macorinos. O álbum foi lançado em 5 de maio de 2017 pela Sony Music Latin e foi indicado ao Grammy de Melhor Álbum de Pop Latino.

## Antecedentes
De acordo com Lafourcade, a gravação do álbum teve início durante uma viagem ao Brasil. Durante uma entrevista a Billboard, Lafourcade assume que sua ideia inicial não era gravar um novo álbum de estúdio, mas apenas fazer algo para si mesma. O álbum é uma homenagem à música popular latino-americana e mescla regravações com composições inéditas. De acordo com a cantora, seu objetivo era explorar a cultura e história de suas raízes latinas, enfatizando que a colaboração com Los Macorinos ajudou a resgatar os sentimentos e sonoridade que ela gostaria de transmitir ao público. Lafourcade menciona o trabalho da dupla como "meticulosamente ético".
A cantora mexicana explicou sua preocupação pela maioria do público jovem que consome sua obra não estar familiarizado com a sonoridade de artistas tradicionais do país, mas sentiu que poderia contribuir para um melhor entendimento do passado musical mexicano através das canções. Além disso, Lafourcade considerou uma experiência enriquecedora descobrir as canções e artistas ao longo de toda a produção do álbum, reforçando seu senso de identidade à musicalidade e história latina. "Eu queria que a música soasse como feita no México. Eu queria conectar-me com minhas raízes", disse a cantora em entrevista a NPR Music.
Entre os artistas homenageados no álbum estão Agustín Lara, Margarita Lecuona, Roberto Cantoral e Violeta Parra, sendo esta última uma artista chilena associada à canção "Qué he sacado con quererte". A cantora cubana Omara Portuondo divide os vocais com Lafourcade na canção "Tu me acostumbraste". Além das regravações, duas faixas do álbum - "Tú Sí Sabes Quererme" e "Rocío de Todos Los Campos" - foram compostas por Lafourcade. 

## Recepção crítica
Beverly Brian, da revista Paste, observa que Musas mantém a linhagem que a cantora busca já há alguns anos com os álbuns anteriores sendo homenagens à músicos latino-americanos, especialmente do México. Beverly descreve o álbum como "magistralmente produzido" e acrescenta que contém "performances excêntricas", além de elogiar a proposta em geral como uma preservação do clássico e a inspiração e concepção de Lafourcade para o projeto como um todo.
No 60º Prêmios Grammy, Musas foi indicado na categoria Melhor Álbum de Pop Latino, perdendo para El Dorado, de Shakira. No mesmo ano, o álbum foi indicado ao Grammy Latino de Álbum do Ano, perdendo para ¡México por siempre!, do também mexicano Luis Miguel.